# Провалът на човека
Провалът на човека (Японски: 人間失格 Ningen Shikkaku, Английски: No longer human) е роман от 1948 г. на японския писател Осаму Дадзай. Той разказва историята на човек, неспособен да разкрие истинската си същност пред другите и който вместо това поддържа изкуствена фасада. По-късно се обръща към живот на алкохолизъм и злоупотреба с наркотици, преди окончателното си изчезване. Оригиналното заглавие буквално означава „дисквалифициран".Dazai, Osamu (1948). No Longer Human. Translated by Keene, Donald. Norfolk, Connecticut: New Directions Publishing. Книгата е публикувана един месец след самоубийството на Дадзай на 38-годишна възраст. Романът се смята за класика на следвоенната японска литература  и шедьовър на Дадзай.  Той се радва на значителна популярност сред по-младите читатели и се нарежда като вторият най-продаван роман от издателство Shinchōsha, след "Сърце" на Нацуме Сосеки.  През 2011 г. излиза и българският превод на роман от Агора София (Албена Тодорова, Александър Станков, Дарин Тенев, Елеонора Колева, Мила Манева, Соня Димова, Юлия Узунова, Цветелина Радева). 

## Сюжет
Историята се разказва под формата на тетрадки, оставени от главния герой Оба Йодзо (大庭葉蔵). Те са разделени на три глави, които описват живота на Оба от ранното му детство до края на двадесетте години. Тетрадките са подредени с предговор и епилог от безименен разказвач, на когото тетрадките са дадени от общ познат десет години след като са били написани. 

## Теми в творбата
Романът, разказан от първо лице, е категоризиран в полуавтобиографичния жанр, тъй като всички герои в книгата са измислени. Романът представя повтарящи се теми в живота на автора, включително самоубийство, социално отчуждение и депресия. Подобно на главния герой Йодзо, Дадзай се опитва да се самоубие общо пет пъти през живота си със съпругите си, докато в крайна сметка успява да отнеме живота си с любовницата си по това време Томие Ямадзаки. 